# بازاریابی تأثیرگذار
بازاریابی تأثیرگذاران (افراد تأثیرگذار) یا اینفلوئنس مارکتینگ یا اینفلوئنسر مارکتینگ (به انگلیسی: Influencer marketing)؛ شاخه‌ای از بازاریابی با رسانه‌های اجتماعی است که روی اشخاص خاصی از جامعه متمرکز می‌شود. این نوع از بازاریابی، اشخاصی که بر روی مشتری‌های بالقوه تأثیر می‌گذارند را تشخیص و به فعالیت‌های بازاریابی از طریق این تاثیرگذاران جهت می‌دهد. در واقع تاثیرگذاران افرادی هستند که روی تعداد قابل‌توجهی از افراد، تأثیرگذار هستند.
هنگامی که یک تاثیرگذار (یا به زبان رایج یک شاخ فضای مجازی) محتوایی را تولید می‌کند، خود را به عنوان یک خریدار بالقوه یا شخص ثالث نشان می‌دهد و محصول را گواهی می‌کند. اشخاص ثالث حتی در زنجیره تأمین هم حضور دارند دارند (خرده فروشان، تولیدکنندگان و غیره) یا می‌توانند به اصطلاح، تاثیرگذاران ارزش افزوده باشند (مانند روزنامه‌نگاران، فرهنگیان، تحلیل‌گران، مشاوران حرفه‌ای و غیره)
ایده «جریان ارتباط دو گامی» در کتاب انتخاب مردم به نوشته پائول لازارسفلد، برنارد برلسون و هازل گاودت که در سال ۱۹۴۰ میلادی مطالعاتی بر روی روند تصمیم‌گیری رای‌دهندگان انجام دادند، پدیدار شد. این ایده در ادامه در دو کتاب «تأثیر شخصی» نوشته لازارسفلد و الیهو کتز در سال ۱۹۹۵ میلادی و «تأثیر ارتباطات گسترده» نوشته جوزف کلاپر در سال ۱۹۶۰ میلادی توسعه پیدا کرد.

## تاثیرگذاران
بیشتر مباحث در پیرامون موضوع تأثیر اجتماعی بر محور مقبولیت و اطمینان در محیط اجتماعی قرار دارد. همان‌طور که در کتاب رابرت سیالدینی آمده است، تأثیرگذاری یعنی علم و تمرین. در زمینه بازاریابی از طریق تأثیرگذاران، تأثیر، کمتر در مورد استدلال یا اجبار به یک دیدگاه خاص، و بیشتر در مورد ظهور تعامل‌های بین گروه‌های مختلف جامعه است. تأثیر اغلب معادل دفاع است اما ممکن است گاهی منفی باشد و به همین ترتیب به مفاهیم رقیبان و متفکران نیز مرتبط می‌شود.
تاثیرگذاران بیشتر زمان خود را صرف تولید محتوا و جذب مخاطبان خود می‌کنند. در ابتدا تاثیرگذاران، اغلب سبک زندگی خود را در شبکه‌های اجتماعی نمایش می‌دادند که به آن سبک زندگی (life style) می‌گویند. این روزها اما «تاثیرگذاران متخصص» که در حوزه خاصی فعالیت می‌کنند و آموزش می‌دهند بسیار زیاد شده‌اند.

## پرداخت به تاثیرگذاران
بازاریابی از طریق تأثیرگذاران به دو زیر بخش تقسیم می‌شود: درآمد حاصل از بازاریابی تأثیرگذاران و هزینه (پرداخت) در بازاریابی تأثیرگذاران.
درآمد حاصل از بازاریابی تاثیرگذاران، ناشی از پرداخت یا روابط موجود با تاثیرگذاران یا محتوای شخص ثالث که از طریق تبلیغ فرد تأثیرگذار، رشد داشته است، می‌باشد.
پرداخت در کارزارهای بازاریابی مؤثر می‌تواند به صورت حمایت، تبلیغات ابتدایی یا پیام‌های رضایتمندی باشد و می‌تواند در هر نقطه از محتوا ظاهر شود. بودجه‌ها به‌طور گسترده‌ای متفاوت هستند و معمولاً بر اساس درآمد مخاطبان است.

## کاربرد
برخی از بازاریابان از بازاریابی تاثیرگذاران به منظور ایجاد اعتبار در تجارت، برخی برای ایجاد گفتگوهای اجتماعی حول نمانام خود و عده‌ای دیگر برای فروش برخط یا فروش در فروشگاه‌ها برای محصولات خود بهره می‌برند. بازاریابی تأثیرگذاران همچنین می‌تواند به بازاریابی محصولات و خدمات متنوع بازاریابی بپردازد، که بر اعتبار کسب شده در طول زمان تأثیر می‌گذارد؛ بنابراین، ارزش بازاریابی از طریق تأثیرگذاران را می‌توان با روش‌های مختلف اندازه‌گیری کرد. بعضی از بازاریاب‌ها ارزش رسانه‌های تولید شده (EMV) را اندازه‌گیری می‌کنند، برخی دیگر نرخ تأثیرگذاری را دنبال می‌کنند، و برخی هزینه بابت اقدام (CPA) را دنبال می‌کنند.
بازاریابی از طریق تأثیرگذاران ارزش خود را از ۳ منبع به دست می‌آورد:
1. دستاورد اجتماعی: تأثیرگذاران می‌توانند از طریق کانال‌های اجتماعی و وبنوشته‌ها به میلیون‌ها مشتری دسترسی پیدا کنند.
2. محتوای اصلی: تأثیرگذاران محتوای اصلی و اغلب مؤثر بازاریابی را برای نمانام تولید می‌کند.
3. اعتماد مصرف‌کننده: تأثیرگذاران روابط قوی با مخاطبان خود برقرار می‌کنند که اعتماد خاصی نسبت به نظرات متفکرانه دارند.

## روش‌های بازاریابی
بازاریابی از طریق تأثیرگذاران، به‌طور فزاینده بخشی از یک محتوای تجاری است که شامل چهار فعالیت اصلی می‌شود:
- شناسایی تأثیرگذاران و رتبه‌بندی آن‌ها به ترتیب اهمیت.
- بازاریابی بدون تأثیرگذاران، برای افزایش آگاهی از شرکت در جامعه تأثیرگذار
- بازاریابی از طریق تأثیرگذاران، با استفاده از تأثیرگذاران برای افزایش آگاهی بازار از شرکت در میان بازارهای هدف
- بازاریابی با تأثیرگذاران، تبدیل تأثیرگذاران به طرفداران شرکت

بازاریابی تأثیرگذاران توسط یک فعالیت مستمر ارزیابی، که در کنار چهار فعالیت اصلی قرار دارد، رشد می‌کند.
بازاریابی تأثیرگذاران با کلمه بازاریابی شفاهی (دهان به دهان) (WOM) مترادف نیست، اما تأثیرش ممکن است به این شیوه منتقل شود؛ بنابراین بازاریابی دهان به دهان بخش اصلی سازوکار بازاریابی تأثیرگذاران است.
در تعریف تأثیرگذار تفاوت‌های قابل توجهی وجود دارد. Peck تأثیرگذاران را «مجموعه‌ای از اشخاص ثالثی که بر سازمان و مشتریان بالقوه خود تأثیر می‌گذارد» تعریف می‌کند. به‌طور مشابه، Brown and Hayes یک تأثیرگذار را «شخص ثالثی که به‌طور قابل توجهی تصمیم‌گیری خرید مشتری را شکل می‌دهد، اما هرگز نمی‌تواند برای آن پاسخگو باشد» تعریف می‌کند. Keller and Berry خاطرنشان می‌کند که تأثیرگذاران انسان‌هایی عملگرا، دارای ارتباط مؤثر، تأثیرگذاری بالا، ذهن فعال و اعتقاد بالا هستند، گرچه این مجموعه ویژگی‌ها به‌طور خاص با بازارهای مصرفی هماهنگ هستند.
دقیقاً چیزی که بازاریابی از طریق تأثیرگذاران را شامل می‌شود بستگی به محتوا (خرده فروشی یا B2B) و متوسط انتقال نفوذ (برخط یا برون‌خط یا هر دو) دارد. اما به‌طور فزاینده‌ای پذیرفته شده است که شرکت‌ها علاقه‌مند به شناسایی و درگیر شدن با تأثیرگذاران هستند. همان‌طور که Keller and Berry بیان می‌کنند، «کسب‌وکارها خیلی سخت در حال پیشرفت هستند و برای متقاعد کردن مردمی که به پیام‌های آن‌ها کمتر گوش می‌دهند یا کمتر نگاه می‌کنند، توجه بیشتری دارند». هدف قرار دادن تأثیرگذاران به عنوان وسیله‌ای برای تقویت پیام‌های بازاریابی، به منظور مقابله با گرایش رو به رشد مشتریان، برای نادیده گرفتن بازاریابی استفاده می‌شود.

## شناسایی تأثیرگذاران
نخستین گام در بازاریابی تأثیرگذار شناسایی افراد تأثیرگذار است. تأثیرگذاران به بخش‌های جداگانه خاصی در بازار تقسیم می‌شوند و به عنوان کانال برای کل بخش هدف مورد استفاده قرار می‌گیرند. در حالی که فهرستی از تأثیرگذاران عمومی وجود دارد (مانند فهرست تایم ۱۰۰) اما به عنوان هدف برنامه یک تجارت در بخش خاص کمتر مورد استفاده قرار می‌گیرند. وبگاه‌هایی وجود دارند که هنگامی که کارزار خود را طراحی کرده‌اید، می‌توانید تأثیرگذارانی که مشتاق هستند در کارزار شما شرکت کنند، پیدا کنید. همچنین می‌توانید با استفاده از شبکه‌های اجتماعی، تأثیرگذاران را بر اساس کلید واژه‌ها یا کسانی که متعلق به صنعت خاصی هستند، بیابید.
علاوه بر این، فنون تحقیقات بازار می‌توانند برای شناسایی تأثیرگذاران، از طریق معیارهای از پیش مشخص‌شده برای تعیین میزان و نوع تأثیرگذاران، استفاده شوند. به عنوان مثال، Keller و Berry پنج ویژگی برای تأثیرگذاران پیشنهاد می‌کنند:
- فعالیت: تأثیرگذاران، درگیر انجمن‌ها، جنبش‌های سیاسی، موسسات خیریه و غیره هستند.
- ارتباطات: تأثیرگذاران دارای شبکه‌های بزرگ اجتماعی هستند
- قدرت: تأثیرگذاران به دنبال دیگران هستند و به آن‌ها اعتماد دارند
- ذهن فعال: تأثیرگذاران دارای منافع متعدد و گوناگون هستند
- متمایزکنندگان: تأثیرگذاران تمایل دارند که پیشگامان (یا بازماندگان) در بازار باشند.

بری در مطالعه خود دربارهٔ اینکه چه ویژگی‌هایی با تأثیرگذاران در ارتباط است ۴ کهن‌الگوی تأثیرگذاران را بیان می‌کند:
- آموزگاران - در زمینه نشان دادن سود و پرورش روشنگری است.
- مربیان (هدایت کنندگان) - به نفع نشان دادن سود و مشارکت است.
- سرگرم‌کننده‌ها - به نفع نرخ رشد و الهام بخشی است.
- باجذبه‌ها - به نفع پرورش روشنگری و الهام بخشی است

(Gladwell (2000 خاطرنشان می‌کند که «موفقیت هر گونه همه‌گیری اجتماعی به شدت وابسته به مشارکت مردم با یک مجموعه خاص و نادر از هدایای اجتماعی است». (Gladwell (2000 سه نوع تأثیرگذار را شناسایی کرد:
- رابطین
- کارشناسان (Mavens)
- فروشندگان

رابطین، شبکه اجتماعی‌ای از گروه‌های مختلف مردمی را دارند و به همین دلیل دسترسی گسترده‌ای دارند. این‌ها برای ارتباطات شفاهی (دهان به دهان) حائز اهمیت هستند. کارشناسان به دنبال ارائه اطلاعات و به اشتراک‌گذاری آن با دیگران هستند، آن‌ها در رابطه با روند، بسیار دقیق عمل می‌کنند. در نهایت فروشندگان «متقاعدکننده‌های باجذبه» هستند. منبع تأثیرگذاری آن‌ها بر تمایل دیگران به تلاش برای تقلید رفتار آنهاست. این ۳ گروه با توجه به (Gladwell (2000 مسئول «تولید، ارتباط و پذیرش پیام‌ها» هستند.
بیشتر نوشته‌ها در مورد تأثیرگذاران متمرکز بر بازار مصرف‌کننده است؛ و دید کمتری نسبت به تأثیرگذاران B2B وجود دارد. تمایز کلیدی بین مصرف‌کننده و بازارهای تجاری این است که بیشتر تمرکز بازار مصرف‌کنندگان بر نفوذ خود مصرف‌کننده است. این به این دلیل است که ارتباطات شفاهی (دهان به دهان) در محیط مصرف‌کننده شایع است. در بازاریابی کسب‌وکار، تأثیرگذاران افرادی هستند که بر فروش تأثیر می‌گذارند، اما معمولاً از تصمیم خرید واقعی حذف می‌شوند. مشاوران، تحلیلگران، روزنامه‌نگاران، دانشگاهیان، سامان‌دهندگان، سازمان‌های استاندارد، نمونه‌هایی تأثیرگذار بر کسب‌وکار هستند.
همه عوامل اثرگذار بر کسب‌وکار، باهم برابر نیستند. بعضی از نفوذ بیشتری نسبت به دیگران برخوردارند، و برای ایجاد تمایز میان تأثیرگذارترین و افراد کمتر تأثیرگذار، باید از سازوکار رتبه‌بندی استفاده کرد. بدین ترتیب مدل Influencer50 برای رتبه‌بندی اثرگذاری کسب‌وکار ایجاد شده است:
- دسترسی به بازار: تعداد افرادی که توانایی ارتباط با آن را دارند.
- استقلال: این که آیا فرد تأثیرگذار علاقه‌مند به تبلیغ یک دیدگاه خاص است یا خیر.
- فراوانی تأثیر: تعداد فرصت‌هایی که یک فرد باید بر تصمیمات خرید تأثیر بگذارد.
- تخصص: چقدر فرد تأثیرگذار در آن موضوع تخصص دارد.
- متقاعدکنندگی: میزان نتیجه در نادیده گرفتن مشاوره فرد تأثیرگذار.
- سختی نقش: میزان تأثیری که در طول چرخه حیات تصمیم‌گیری اعمال می‌شود.

چندین شرکت دیگر از جمله Ammo Marketing, Liquid Intelligence and DesignKarma Inc در ایالات متحده، Agent Wildfire در کانادا، SCB Partners در اروپا و Vocanic در آسیا، روش‌های اختصاصی خود را برای شناسایی و هدف‌گیری تأثیرگذاران در بازار (یا بخش بازار) توسعه داده‌اند.
Fred Reichheld، مشاور شرکت Bain & Company، یک روش را برای تعیین میزان رشد شرکت‌ها، تحت تأثیر تمایل مشتریان برای ارجاع آن به همکاران خود، صورت داده است [8]. Reichheld تحقیقات خود را با یک سؤال ساده تقسیم‌بندی می‌کند: چقدر احتمال دارد که شما شرکت X را به یک دوست یا همکار پیشنهاد دهید؟ از پاسخ به این سؤال، میزان رضایت‌مندی شبکه تعیین می‌شود که به شدت با نرخ رشد شرکت ارتباط دارد.

## شبکه اجتماعی
خدمات تحت وب می‌توانند برای به دام انداختن وبگاه‌هایی که بر اساس شبکه‌های اجتماعی کار می‌کنند استفاده شوند. در این شبکه‌های اجتماعی کاربران می‌توانند روی مخاطبان خود اثرگذار باشند. در نهایت شرکت خدمت‌دهنده بازاریابی تأثیرگذار از تأثیرگذاران می‌خواهد تا با استفاده از محصولات یا خدمات یک شرکت خاص برای شبکه‌های اجتماعی خود محتوا ایجاد کرده و آن را به بحث بگذارند. سپس مشتریان می‌توانند استفاده از محصولات شرکت را از طریق کسی که روی آن‌ها تأثیر داشته است ببینند.
هم‌اکنون حداقل ۷۰ شرکت از طریق تأثیرگذاران، محصولات خود را به نمایش می‌گذارند. طرفداران این روش از تبلیغات برخط، ادعا دارند که این نوع فعالیت برخط در بازار داغ معاملات برون‌خط آن‌ها نیز تأثیر گذاشته است. برای مثال، Razorfish برای اولین‌بار یکی از گزارش‌های بازاریابی از طریق تأثیرگذاران را منتشر کرد. این گزارش نظریه‌هایی حول بازاریابی اجتماعی را به بحث می‌گذارد. از جمله این نظریه‌های بازاریابی اجتماعی، اهمیت پویایی نیرو/پول و توانمندسازی مصرف برخط، میزان اعتبار و اهمیت بازاریابی غوغایی (بازاریابی همهمه‌ای) می‌باشند.
به علاوه، فعالیت‌های برخط می‌توانند هسته اصلی تصمیم‌گیری برون‌خط باشند. به این دلیل که مصرف‌کنندگان می‌توانند محصولات را بررسی کرده و وبگاه را بررسی کنند.
منتقدان این روش برخط ادعا می‌کنند که بررسی منابع به صورت برخط می‌تواند به راحتی بخشی از اطلاعات و ورودی‌ها را از قلم بیندازد. آن‌ها ملاحظه می‌کنند که مبادله اطلاعات بسیار بیش‌تری در دنیای برون‌خط رخ می‌دهد که در دنیای برخط حذف می‌شوند. در حقیقت، بیش‌ترین مبادله اطلاعات به جای فضای مجازی، در صحبت‌های رو در رو رخ می‌دهند. آن‌ها ادعا می‌کنند که بیشینه این گسترش فرد به فرد (نزدیک به ۸۰ درصد) در صحبت‌های رو در رو رخ می‌دهند. این در حالی است که بر اساس گزارش‌ها، گسترش فرد به فرد در فضای مجازی تنها ۷ تا ۱۰ درصد سهم را به خود اختصاص می‌دهد.
کارل نتیجه‌گیری می‌کند که به نظر می‌رسد بیشینه تبلیغات فرد به فرد، در فضای برون‌خط رخ می‌دهد. این یافته‌ها زمانی بسیار جنجالی شد که سازمان‌ها بیش‌تر به نمانامهایی توجه نشان دادند که در فضای مجازی به بحث گذاشته شده بودند. همچنین تحقیقات علمی اخیر روی تبلیغات برخط تمرکز پیدا کرده بود؛ بنابراین توجه سازمان‌ها هم به گفتگوهای برخط و هم به گفتگوهای برون‌خط بسیار مهم است.
کلر فی در سال ۲۰۰۷ اعلام کرد که “در حالی که پیش‌از این متخصصان برآورد کرده بودند که ۸۰٪ صحبت‌های کلامی بازاریابی در فضای برون‌خط اتفاق می‌افتد (چه رو در رو چه با تلفن)، تحقیقات جدید نشان می‌دهد که این تصور به ۹۲٪ ارتقا یافته است. “
نیت الیوت مشاهده می‌کند که سهم بسیار زیادی از کاربران، یکدیگر را به صورت رو در رو، تحت‌تأثیر قرار می‌دهند؛ و همین کاربران از طریق وبنوشته‌ها یا شبکه‌های اجتماعی به مقدار کم‌تری تحت‌تأثیر قرار می‌گیرند.
و Fluent گزارش می‌دهد که به رغم این‌که معیارها به این سمت جهت‌گیری می‌کنند که «به یاد داشتن تأثیر فعالیت‌های برخط، روی تصمیمات خرید بسیار مهم است.» همچنین نظرسنجی‌ها بیان می‌کنند که: «جامعه نظرسنجی، به دوستان برخط خود اعتماد بیش‌تری دارند. این آمار اعتماد ۷۳ درصد برای دوستان برون‌خط در مقابل تنها ۳۳ درصد به دوستان برخط را نشان می‌دهد.»

## نرخ درگیرکنندگی
یکی از معیارهای مهم برای هر فرد تأثیرگذار در شبکه اجتماعی اینستاگرام، نرخ درگیرکنندگی (Engagement Rate) است. برای محاسبه نرخ درگیرکنندگی هر مطلب اینستاگرام، ابتدا مجموع تعداد پسندها، دیدگاه‌ها و کسانی که مطلب را ذخیره کرده‌اند محاسبه می‌کنیم و سپس حاصل را تقسیم بر تعداد کل دنبال‌کننده‌های آن صفحه اینستاگرام می‌کنیم. حاصل ضرب عدد به دست آمده در عدد ۱۰۰ نرخ درگیرکنندگی آن مطلب محسوب می‌شود.
Engagement Rate= (Likes + Comments + Saves) / Followers * ۱۰۰
کارشناسان بازاریابی دیجیتال میانگین نرخ درگیرکنندگی ۱۲ مطلب آخر هر صفحه اینستاگرامی را، به عنوان معیاری برای سنجش میزان تأثیرگذاری آن صفحه در نظر می‌گیرند.

## ماهیت تأثیرگذاری
منابع یافت تأثیرگذاران می‌توانند متفاوت باشند. بازاریابان به عادت گذشته تأثیرگذارانی را مورد هدف قرار می‌دهند که به سادگی قابل شناسایی هستند، مانند تأثیرگذارانی که در اخبار، تحلیل‌های صنفی، و مدیران نمونه هستند. این در حالی است که در بیش‌ترین خریدهای B2C، تأثیرگذاران می‌توانند از افرادی باشند که برای خریداران یا کارمندانِ خرده‌فروشی‌ها شناخته‌شده باشند. در معاملات با ارزش‌تر B2C، انجمن تأثیرگذاران می‌توانند بسیار گسترده و متفاوت بوده و شامل مشاوران، افرادی با سابقه سیاسی، اقتصاددانان و انجمن کاربران باشند.
تحلیل‌کننده فورستر، مایکل اسپیر بیان می‌کند، برای کسب‌وکارهای متوسط و کوچک، «فروش‌های حوزه فناوری‌های اطلاعاتی، از گروه‌های مختلفی مانند هم‌پیمان‌های کسب‌وکاری، مشاوران، محتواسازها، و فروشندگان فناوری تأثیر می‌پذیرند.» او توصیه می‌کند که «لازم است دست‌فروشان، تأثیرگذاران را در بازار خود، شناسایی کنند. این مهم، نیازمند آن است که برنامه شناسایی تأثیرگذاران، جامع بوده و بایستی برای رتبه‌بندی میزان تأثیرگذاری افراد تأثیرگذار روی فرایند تصمیم‌گیری، یک شاخص ایجاد کنیم.»
تأثیرگذاران همچنین می‌توانند نقش‌های مختلفی را در زمان‌های متفاوت در فرایند تصمیم‌گیری ایفا کنند. این ایده در بازاریابی تأثیرگذاران به دست براون و هایس بیان شده است. آن‌ها مشخص می‌کنند که چگونه و در چه زمانی بخش‌های مختلف اثرگذار روی فرایند تصمیم‌گیری تأثیر می‌گذارند. این مهم در ادامه بازاریابان را قادر می‌سازد تا به‌طور انتخابی تأثیرگذاران را بر حسب اثر مشخصات انفرادی آن‌ها، مورد هدف قرار دهند.
تأثیر وبنوشت‌نویسان روی دیگر کاربران شبکه‌های اجتماعی یک موضوع قابل بحث دیگر می‌باشد. این مبحث در کتاب «تاثیرگذاران جدید» از پاول گیلین بررسی شده است. براون و هایس همچنین این موضوع را مورد بحث قرار داده‌اند اما کمتر به اهمیت تأثیر شبکه‌های اجتماعی، به‌طور خاص در زمینه B2B اعتقاد دارند.

## فرایند تأثیرگذاری
به منظور دست‌یافتن به هدف مشتریان کسب‌وکارها، تأثیرگذاران بایستی به‌طور غیرمستقیم یک تغییر نگرشی در مخاطب نمانام یا محصول ایجاد کنند. تغییر در نگرش مخاطب، از محتوایی سرچشمه می‌گیرد که فرد تأثیرگذار تولید کرده است. خود تغییر در واقع یک فرایند روانشناختی در انسان می‌باشد. فرایند روانشناختی می‌تواند تحت مدل RACE توضیح داده شود. رسیدن (Reach)، عمل کردن (Act)، تبدیل کردن (Convert)، و مشارکت کردن (Engage), RACE را ایجاد کرده‌اند. این چهار پله برای کمک به نمانام‌ها طراحی شده است تا بتوانند با مصرف‌کننده خود در فرایند مصرف همراه شوند.
1. رسیدن: این مرحله برای یافتن فرد تأثیرگذار و دسترسی به کانال‌های او، برای رسیدن به مخاطبانش است. هر تأثیرگذار مهارت خاص خود را داشته که مخاطبانش برای آن ارزش زیادی قائلند؛ و این دنبال‌کنندگان به توصیه‌های وی به عنوان یک شخص ثالث دربارهٔ یک نمانام، بیش‌تر از تبلیغات خود نمانام اعتماد دارند؛ بنابراین تاییدیه یک فرد تأثیرگذار می‌تواند به عنوان یک مرور و بررسی دربارهٔ محصول تلقی شود تا یک تبلیغ ساده که بسیاری از دنبال‌کنندگان آن را کم یا اصلاً در نظر نمی‌گیرند. در مجموع، مردم کسانی را دنبال می‌کنند که با آن‌ها اشتراکی در علاقه‌مندی‌ها داشته باشند؛ بنابراین احتمال این‌که آن محصول را بخرند نیز بیش‌تر خواهد بود. جذب یک فرد تأثیرگذار مناسب می‌تواند به نمانام این اجازه را بدهد تا گروه مصرف‌کنندگان خود را مطمئن کند.
2. عمل کردن: عمل کردن یعنی ترغیب برای جذب، توسط ایجاد یک کارزار ثانویه. این کارزار برای ایجاد آگاهی بیش‌تر و بیش‌تر و رسیدن به اجتماع بزرگ‌تری از مصرف‌کنندگان می‌باشد. در این مورد، عمل‌کردن می‌تواند ترغیب مصرف‌کنندگان برای به اشتراک‌گذاری نظرات خود در شبکه‌های اجتماعی باشد. در عمل، تأثیرگذاران معمولاً نظر واقعی خود را دربارهٔ محصول به اشتراک می‌گذارند. همچنین آن‌ها می‌توانند کاربرد محصول را در زندگی خود برای رفع یک مشکل نشان دهند. تأثیرگذاران بایستی بحث را به سمتی بکشانند که تمامی ویژگی‌ها و راهکارها و راه‌حل‌هایی را که این محصول می‌تواند ارائه دهد، دربرگیرد. مصرف‌کنندگان هدف بایستی در بحث شرکت کنند تا بتوانند فهم خود را از ارزش و کارایی محصول ارتقا دهند.
3. تبدیل: در این مرحله، تأثیرگذاران بایستی دنبال‌کنندگان خود را به مصرف‌کنندگان آن محصول تبدیل کنند. پس شناساندن محصول به دنبال‌کنندگان، زمان آن فرا می‌رسد که برای خرید تصمیم‌گیری کنند. بر اساس تحقیقات مک کنزی، بازاریابی تأثیرگذار به عنوان یک ابزار قدرتمند برای بالابردن میزان فروش شناخته شده است. این تحقیق نشان می‌دهد که «مصرف‌کنندگانی که از طریق دهان به دهان، از مصرف‌کننده‌ای به مصرف‌کننده دیگر تحریک شده‌اند، دو برابر هزینه تبلیغات، فروش داشته‌اند.» و از بین آن‌هایی که تبلیغ فرد به فرد داشته‌اند، ۳۷٪ بیش‌تر نرخ بازگشت داشته‌اند. آغاز آن عموماً همرا با «کد تخفیف» بوده که در واقع بسیار هم کوتاه‌مدت خواهد بود. کد تخفیف عموماً باعث می‌شود تا خرید همان لحظه اتفاق بیفتد و به عقب نیفتد. این‌گونه مخاطبان نه تبلیغ را فراموش می‌کنند و نه میل و رغبت به محصول را از دست می‌دهند.
4. مشارکت: در مورد این مرحله نکته اصلی ایجاد ارتباط با مشتری است. تأثیرگذاران باید مصرف‌کنندگان بار اولی را به مصرف‌کنندگان وفادار محصول تبدیل کنند. یک عنصر پایه که برای وفاداری بی‌طرفانه در یک محصول، اغلب نادیده گرفته می‌شود وفاداری مصرف‌کنندگان به خودشان است. نمانام‌ها به دنبال افرادی می‌گردند که به صورت طبیعی متناسب با شخصیت‌شان هستند و شاد بودن خود را از طریق آن نشان می‌دهند. به این ترتیب، وفاداری مشتری از طریق مشارکت ایجاد شده توسط تأثیرگذاران ساخته شده است.

## انواع روش‌های فرد تأثیرگذار شدن
برای تبدیل شدن به فرد تأثیرگذار در شبکه‌های اجتماعی، روش‌های متفاوتی وجود دارد:
1. خرید صفحه یا دنبال‌کننده، که راه و روش درستی نمی‌باشد و ساختگی است.
2. تولید محتوای مستمر و تمرکز بر روی یک موضوع خاص
3. انجام آزمون‌های شخصیتی دربارهٔ محتواساز بودن و تأثیرگذار بودن، جهت فهمیدن شخصیت‌شناسی. چرا که فرد تأثیرگذار بودن، ارتباط مستقیمی با روان هر فرد از منظر برون‌گرایی، کمال گرایی، تأیید اجتماعی و … دارد.
4. مشاوره گرفتن از متخصصان حوزهٔ نمانام‌سازی شخصی یا بازاریابی شبکه‌های اجتماعی
5. خرید دوره‌های آموزشی مبتنی بر یادگیری فعالیت در شبکه‌های اجتماعی